# Josef Kleisl
Josef „Sepp“ Kleisl (* 2. Februar 1929 in Partenkirchen; † 25. September 2008 in Garmisch-Partenkirchen) war ein deutscher Skispringer.

## Werdegang
Kleisl startete für den Ski-Club Partenkirchen. Er nahm erstmals 1952 an Olympischen Winterspielen in Oslo teil und wurde dort Zehnter von der Normalschanze. Nach dem ersten Durchgang lag er sogar auf den achten Rang. Auch vier Jahre später konnte Kleisl erneut bei den Spielen, nun in Cortina d’Ampezzo, von der Normalschanze starten und erreichte den 26. Platz. 1951 und 1952 gewann er die Titel von der Großschanze bei den Westdeutschen Meisterschaften. In den 1950er-Jahren nahm Kleisl an diversen internationalen Wettkämpfen teil, bestes Ergebnis war ein siebter Rang 1954 in Bischofshofen. Außerdem war er Teilnehmer bei der Weltmeisterschaft 1954 in Falun, wo er allerdings beim Springen am 14. Februar stürzte.

## Erfolge

### Vierschanzentournee-Platzierungen
| Saison  | Platz | Punkte |
| ------- | ----- | ------ |
| 1953/54 | 07.   | 794,8  |
| 1954/55 | 07.   | 799,5  |
| 1955/56 | 09.   | 618,0  |
| 1956/57 | 26.   | 586,5  |
| 1957/58 | 17.   | 793,5  |
| 1958/59 | 24.   | 740,5  |